# 湖南美术馆
湖南美术馆位于中国湖南省长沙市，集展览陈列、收藏保护、学术研究、教育推广、对外交流、文化服务等功能于一体，是湖南规模最大、功能最全的专业公共美术馆。

## 历史沿革
2012年，湖南美术馆奠基。
2019年，湖南美术馆修建完成并开馆。

## 建筑设计
湖南美术馆占地面积50000多平方米，建筑面积24700多平方米，总投资3.98亿元，包括展览区、公共服务区、学术研讨区、藏品管理区、办公区等区域，其中展厅总面积7200平方米，展线可达1800延米。